# バラカンバ・ロード駅
バラカンバ・ロード駅（英語 Barakhambha Road。ヒンディー語：बाराखम्भा मार्ग）は、インドデリーにあるデリー・メトロブルーラインの駅である。この駅の近くには、モダン・スクールとステイツハウスがあり、それらには、多くのオフィスやオックスフォード書店が入っている。
| スタブアイコン | サブスタブ | この項目は、まだ閲覧者の調べものの参照としては役立たない、鉄道に関連した書きかけの項目です。この項目を加筆・訂正などしてくださる協力者を求めています（P:鉄道/PJ:鉄道）。 |